# Werner Köhler
Werner Köhler (né le 24 mars 1929 à Dresde et mort le 2 août 2021 à Fribourg-en-Brisgau) est un microbiologiste, immunologiste et ethnologue allemand ainsi qu'un historien de la médecine.

## Études, formations spécialisées, doctorats
Fils de contremaître, il termine ses études secondaires en 1945 puis étudie la médecine à l'université d'Iéna jusqu'en 1951. À partir de 1946, il étudie l'anthropologie et l'ethnologie au même endroit. Politiquement, il s'oriente vers le Parti national-démocrate d'Allemagne (NDPD), dont il devient membre en 1950. À partir d'avril 1982 (12e congrès du parti) jusqu'en 1990, il est membre du comité principal du NDPD.
Dans les années 1951 à 1953, il effectue des stages obligatoires dans des cliniques universitaires de Thuringe dans le cadre de sa formation médicale. En 1952, il pratique la chirurgie à la clinique universitaire de Chemnitz. En 1953, il travaille comme assistant à l'Institut de recherche pour la microbiologie et l'hygiène à Bad Elster. Il obtient son doctorat en sciences naturelles à l'université d'Iéna en 1953 sur le sujet du mortier en bois africain. Une contribution à l'histoire des débuts de l'industrie alimentaire. Puis en 1954 il se rend à l'Institut d'Hygiène de l'Université de Rostock pour y faire son doctorat la même année en médecine avec les travaux Streptolysine (de) et Antistreptolysine O avec une attention particulière à la réaction antistreptolysin à l'Université de Rostock.

## Habilitation et chargé de cours
En 1956, il est nommé médecin-chef et spécialiste en bactériologie et sérologie. Le 27 mai 1957, il obtient son habilitation à l'Université de Rostock avec le thèse Pseudomonas aeruginosa (Bact. pyocyaneum) : Cytologie, cycle L, biochimie et sérologie. Cela est suivi par sa nomination comme professeur en microbiologie médicale à l'Université de Rostock en 1957, puis à l'université Friedrich-Schiller de Iéna en 1958, dans le cadre d'un changement d'habilitation et d'une reconnaissance du poste de maître de conférences.

## Professeur, directeur et président de l'institut
En 1958, il prend la direction du Département de microbiologie médicale de l'Institut central de microbiologie et de thérapie expérimentale (de) (ZIMET) de l'Académie allemande des sciences (DAW) à Iéna. Il est nommé professeur à la DAW de Berlin en 1961. De 1966 à 1972, il occupe également le poste de directeur d'institut à l'Institut de recherche en microbiologie et hygiène de Bad Elster. En 1970, il est nommé chef de division au ZIMET et en 1976 directeur adjoint de l'institut. À partir de 1992, il participe à la fondation de l'Institut de microbiologie expérimentale de l'Université d'Iéna. De 1993 à 1995, il occupe la chaire de microbiologie expérimentale et d'immunochimie à l'Université d'Iéna.

## Centre de son travail
Il est principalement concerné par la recherche sur les streptocoques dans le domaine de la microbiologie médicale. L'accent est mis sur la sérologie et la pathologie de l'infection streptococcique. Les études sur la protéine M de la paroi cellulaire comme point de départ pour le développement d'une vaccination protectrice sont des points importants. Ce travail est réalisé en coopération avec l'Institut de pathologie et de thérapie expérimentales de Soukhoumi, où des expériences de vaccinations protectrices sur des singes rhésus sont menées.
Des études individuelles sur les toxines dans la zone extracellulaire, les soi-disant toxines érythrogéniques des streptocoques, sont menées en coopération avec l'Institut de bactériologie clinique d'Umeå, en Suède, afin de développer une vaccination antitoxique. Des travaux sur le développement d'un agent thrombolytique streptokinase sont également lieu en RDA afin de le produire en RDA.
Otto Prokop (de) et Gerhard Uhlenbruck (de) réussissent à prouver l'existence de soi-disant protectines dans les poissons sous forme de lectines et dans les escargots, ce qui conduit à leur utilisation dans le diagnostic. Avec Prokop, il réussit à démontrer la liaison de l'haptoglobine à certains streptocoques.
Pendant et après sa période active en tant que microbiologiste, il écrit des ouvrages sur l'histoire de la bactériologie. Seul et avec d'autres auteurs, il participe à la publication de six ouvrages spécialisés et de plus de 450 articles dans des revues spécialisées jusqu'en 1993. Il apporte également des contributions individuelles à des manuels et à des dictionnaires.

## Adhésions et bureaux
- 1968 Académie allemande des sciences naturelles Léopoldine
- 1970 Membre correspondant de la DAW à Berlin (plus tard : Académie des sciences de la RDA)
- 1976–1992 Membre titulaire de l'Académie des sciences de la RDA
- 1979–1983 Président de la section de microbiologie médicale et d'hygiène de la Léopoldine
- 1982 Comité principal du NDPD
- 1983-1990 Secrétaire de médecine à la Léopoldine
- 1990-2000 Vice-président de la Léopoldine
- 1990 Membre ordinaire de l'Académie des sciences d'utilité publique d'Erfurt
- 1991-2010 Président de l'Académie des sciences d'utilité publique d'Erfurt
- 1990-1991 commission consultative temporaire "Recherche fondamentale" du ministère fédéral de la science et de la technologie
- 1991 Chef du Centre national de référence (de) pour les streptocoques du ministère fédéral de la Santé
- 1991 Conseil d'administration de la Fondation Karl Heinz Beckurts
- 1992 Comité électoral de l'Académie des sciences de Berlin-Brandebourg (alias Académie prussienne des sciences)
- 1992 Collegium pour le Prix Claudius-Galenus (de) (Prix Galenus von Pergamon)
- 1994 membre extraordinaire de l'Académie des sciences de Berlin-Brandebourg

## Récompenses
- 1970 Prix Rudolf-Virchow (de)
- 1977 Ordre de la Bannière du Travail de Ier niveau (collectivement)
- 1982 Nomination en tant que docteur en médecine par l'Université d'Umeå (Suède)
- 1985 Ordre du mérite patriotique en argent
- 1992 Prix Aronson (de) du Sénat de Berlin (décerné en 1972)[4]
- 1988 Prix national de la RDA de 3e classe de science et technologie
- 1990 Membre honoraire de l'Institut Kitasoto de Tokyo
- 1999 Médaille du Mérite de la Léopoldine (de)

## Publications (sélection)
- Menstruation, Schwangerschaft und Geburt in Afrika. In: Wissenschaftliche Zeitschrift Jena, Mathematisch-Naturwissenschaftliche Reihe, 3 (1953/54), S. 129–142
- Die Antistreptolysin-Rektion (ASR). In: Deutsch. Gesundheitswesen 9 (1954), S. 992–997
- Corynebacterium citreum-mobile, ein neuer, farbstoffbildender saprophytärer Keim des Genus Corynebacterium. In: Zentralblatt Bakt. Hyg. I. Orig. 162 (1954), S. 275–280
- Die Geißelfärbung nach Leifson. In: Wiss. Zeitschr. Univ. Rostock, Math-Naturw. Reihe 5 (1955/56), S. 357–365
- Die Streptokokkendifferenzierung. In: Heilberufe, 6 (1956), S. 155–161
- Streptolysine und Antistreptolysin-Reaktion - Theorie und Praxis, Beiträge zur Hygiene und Epidemiologie, Heft 9, Leipzig 1957
- Über eine experimentelle Methode zur Unterscheidung von Leptospiren und Pseudospirochäten. In: Zentralblatt Hyg. 168 (1957), S. 486–488
- Die Praxis der Resistenz- und Spiegelbestimmungen zur antibiotischen Therapie mit Hans Jürgen Otte, Jena 1958
- Peptonum - Pepton. In: Pharmazeut. Zentralhalle 97 (1958), S. 109–110
- Die Serologie des Rheumatismus und der Streptokokkeninfektionen, Leipzig 1959
- Differentialdiagnose von Pseudomonas aeruginosa durch Cytochromoxydase-Nachweis (Gaby-Test). In: Zentralblatt Hyg. 176 (1959), S. 476–480
- Über das Vorkommen von Streptokokken der serologischen Gruppe K bei einem Ovarialabzess. In: Zeitschr. ges. Hyg. Grenzgeb. 6 (1960), S. 371–373
- Über eine neue, im Genitaltrakt von Bullen vorkommende serologische Gruppe h bei Pseudomonas aeruginosa. In: Zuchthygiene 5 (1961), S. 123–130
- Antibiotikaempfindlichkeit humaner PPLO-Stämme. In: Zentralblatt Bakt. Hyg. I. Orig. 185 (1962), S. 355–366
- Untersuchungen über das Vorkommen seltener Virus-Antikörper (West-Nile-Virus) in der Berliner Bevölkerung. In: Monatsberichte DAW Berlin 7 (1965), S. 398–399
- Bakteriologische und serologische Diagnostik der Erkrankungen des rheumatischen Formenkreises, Leipzig 1966
- Agglutinationsversuche an Streptokokken mit dem Phytagglutinin aus Dolichos biflorus mit Otto Prokop (de), in: Zeitschr. Immun.-forsch., Allergie und klin. Immunol. 133 (1967), S. 171–175
- A new source of antibody-like substances having anti-blood group specificity, mit Otto Prokop und Gerhard Uhlenbruck, in: Vox Sang. 14 (1968), S. 321–333
- Grundriss der medizinischen Mikrobiologie mit Hanspeter Mochmann, Jena 1975
- 100 Jahre Bakteriologie mit Hanspeter Mochmann, Berlin 1980
- Mischinfektionen mit Anton Mayr, Jena 1980
- Infektionskrankheiten mit Hans Wolfgang Ocklitz, Hanspeter Mochmann und H. Abaza, Stuttgart 1983
- Meilensteine der Bakteriologie : von Entdeckungen und Entdeckern aus den Gründerjahren der medizinischen Mikrobiologie mit Hanspeter Mochmann, Jena 1984
- Pathogenitätsmechanismen viraler, bakterieller und protozoärer Infektionen mit Rudolf Rott, 1991
- Lebensbedrohliche Streptokokken- und Staphylokokkenerkrankungen : Leopoldina-Meeting vom 19. bis 20. Mai 1995 in Inzell, mit Bernhard Fleischer und Michael Buslau, Leipzig 1996
- Seuchen gestern und heute mit Jürgen Kiefer, Erfurt 1999
- Bacterial Pathogenesis - Modern Approaches mit Anna Przondo-Mordarska, Gerhard Pulverer und Anna Przondo-Mordarska, 1999
- Johann Bartholomäus Trommsdorff (1770-1837) und andere große Erfurter Naturwissenschaftler. In: Dietmar von der Pfordten, Große Denker Erfurts und der Erfurter Universität, Göttingen 2002.
- Beiträge in Werner E. Gerabek, Bernhard Dietrich Haage, Gundolf Keil, Wolfgang Wegner (Hrsg.): Enzyklopädie Medizingeschichte. De Gruyter, Berlin/ New York (2004) 2005  (ISBN 3-11-015714-4); 2. (unveränderte) Auflage in drei Bänden ebenda 2007.